# Informatics General
Az Informatics General Corporation, korábban az Informatics, Inc. egy 1962-től 1985-ig létező amerikai szoftvervállalat, székhelye Los Angelesben, Kaliforniában volt. Különféle szoftvertermékeket gyártott, és különösképpen ismert volt a Mark IV fájlkezelő és jelentéskészítő termékével az IBM nagyszámítógépei számára, amely korának legkelendőbb vállalati csomagolt szoftvertermévé vált. Emellett számítógépes szolgáltató irodákat működtetett, és kulcsrakész rendszereket adott el az egyes iparágaknak. Az 1980-as évek közepére a cégnek közel 200 millió dollár bevétele volt és több mint 2500 alkalmazottja. Martin Campbell-Kelly számítástechnika-történész a 2003-as, From Airline Reservations to Sonic the Hedgehog: A History of the Software Industry c. kötetében a céget a kor független, közepes méretű szoftverfejlesztő vállalatai példájának tekinti. Jeff Yost történész a vállalatot úttörő "rendszerintegrációs" vállalatként azonosítja, hasonlóan a System Development Corporationhez. A Chicago Tribune azt írta, hogy a cég „hosszú legenda volt a szoftverkörökben”. Az Informatics Generalt a Sterling Software szerezte meg 1985-ben, ez volt az első ellenséges felvásárlás a szoftveriparban.

## Háttér és alapítás
Walter F. Bauer (1924–2015), az Informatics fő alapítója, Michiganből származik, és matematikából szerzett PhD-t a Michigani Egyetemen. Kezdetben a Michigani Repülési Kutatóközpontban dolgozott; majd a Nemzeti Szabványügyi Irodában, ahol a korai digitális SEAC számítógépet programozta. A Ramo-Wooldridge Corporation menedzserévé vált, ahol egy 400 alkalmazottal és két számítógéppel, az IBM 704-rel és az UNIVAC 1103A-val foglalkozó egységet vezetett, és 1958-ban csatlakozott az egyesített Thompson Ramo Wooldridge céghez.
Egy másik alapító Werner L. Frank (1929–) volt, aki 1954–55 között programozási munkát végzett az ILLIAC I-en az Illinoisi Egyetemen, Urbana–Champaignban. Ezt követően Bauer toborozta, és 1955-ben csatlakozott a Ramo-Wooldridge-hez, ahol numerikus elemzést végzett, valamint assemblyben és FORTRAN-ban programozott. A tudományos számítástechnika úttörőivel, például David M. Young, Jr és George Forsythe közreműködésével Frank számos fontos cikket közölt a numerikus elemzésről a Journal of ACM-ben és más kiadványokban. 1958-ra a Thompson Products, Inc. megszerezte a Ramo-Wooldridge-t, és TRW Inc. néven vált ismertté; Frank ezt követően korai programozást végzett a védelmi ipar számítógépein, köztük az AN/UYK-1-en, és hosszú időket töltött Washingtonban.
A harmadik alapító a TRW munkatársa, Richard H. Hill volt, aki az UCLA professzora, az egyetem és az IBM közötti közös adatközpont igazgatóhelyettese volt. 1962 januárjában Bauer Frank és Hill felé fordult, hogy új független társaságot indítson, amely szoftverszolgáltatásokat nyújt. Abban az időben ez szokatlan lépés volt, mivel kevés ember látta a szoftvert életképes vállalkozásnak. „Elsődlegesen a nagyméretű, valószínűleg katonai jellegű számítógépes rendszerekre fejlesztettük ki a rendszert. Ez volt az első célunk” – mondta Bauer egy későbbi interjúban. Bármilyen üzleti iskolai képzés hiánya ellenére, Bauer elkészítette az új társaság üzleti tervét.

## A Mark IV és a szoftvertermék üzleti eredete
A Mark IV története 1960-ra nyúlik vissza, amikor a GIRLS-t (az általános információ-visszanyerő és listázó rendszert) John A. Postley (1923–2004) által az IBM 704-hez fejlesztették ki, ő mérnök volt, aki évek óta dolgozott a repülőgép-iparban. A GIRLS első vevője a Douglas Aircraft Company volt. Postley az Electrada Corporation Advanced Information Systems leányvállalatában dolgozott, Robert M. Hayes és mások mellett. A GIRLS későbbi verzióit Mark I és Mark II néven hívták; az IBM 1401-hez készültek, egyre erősebbek voltak képességeikben. Hughes alatt Mark III fejlesztés alatt állt, kulcsfontosságú teljesítményjavulásokkal.

## Az utolsó év és a Sterling szoftver átvételi csatája
Az Informatics folyamatosan növekedett, mind szervesen, mind megszerzés útján. Valóban, az 1980-as évek elejére az Informatics General több mint harminc különféle akvizíciót hajtott végre az útja során. Werner Frank kivált az Informatics vezetésétől, és 1982 végén távozott a társaságtól, valami bosszantó kapcsolat alakulva ki közte és Bauer között. Megkíséreltek megváltoztatni az Informatics menedzsmentjének struktúráját oly módon, hogy Bauer kevésbé legyen bevonva a műveletekbe. Ennek megfelelően 1983 februárjában Bruce T. Colemant a társaság elnökévé nevezték ki. A társaság 1984 augusztusában folytatott nagyszabású átszervezése során, amely egyes veszteséges vállalkozások eladását jelentette, Coleman távozott, és Bauer folytatta az elnök tisztségében.

## Fordítás
Ez a szócikk részben vagy egészben  az   Informatics General című angol Wikipédia-szócikk ezen változatának fordításán alapul.  Az eredeti cikk szerkesztőit annak laptörténete sorolja fel. Ez a jelzés csupán a megfogalmazás eredetét és a szerzői jogokat jelzi, nem szolgál a cikkben szereplő információk forrásmegjelöléseként.